# Right Thru Me
«Right Thru Me» es una canción interpretada por la rapera, compositora y cantante trinitense, Nicki Minaj de su álbum debut Pink Friday. Fue lanzada el 14 de septiembre de 2010 bajo los sellos Young Money Entertainment, Cash Money Records y Universal Motown Records como tercer sencillo oficial del álbum debut de Minaj Pink Friday y su segundo como solista. Fue lanzado para descarga digital el 14 de septiembre y enviada a las radios Rythmic y Urban el 5 de octubre para después incorporar en la radio el 2 de noviembre de 2010. La canción entró en listados de música de Estados Unidos, Australia y el Reino Unido.
«Right Thru Me» se describe como una mezcla de electrónica, Hip hop y R&B en comparación con sus habituales trabajos y sonidos de rap electrónicos con sintetizadores. Líricamente, Minaj pregunta como su amante puede ver a través de ella.
El vídeo musical fue grabado el fin de semana del 1 de octubre de 2010 y dirigido por Diane Martel, más tarde fue estrenado el 27 de octubre. El concepto es un drama y disturbios en una relación entre una chica [Minaj] y su novio, su lucha por el amor y sus constantes discusiones con él amenazando con dejarla mientras ella intenta disculparse. Minaj promovió el tema en varias presentaciones en vivo en The Wendy Williams Show, Lathe Show with David Letterman, Live with Regis & Kelly, Saturday Night Live y 106 & Park.

## Antecedentes y desarrollo
Mientras hablaba del progreso de su álbum debut con MTV, Minaj habló sobre un tema que describió como algo "destacado" en todo el álbum. En la entrevista, la canción «Right Thru Me» fue confirmado para el álbum mientras Minaj declaró "no se lanzara ahora. Se lanzará cuando simultáneamente la fecha de lanzamiento del álbum esté cerca, pero es una canción realmente, realmente bonita. Todo el mundo la amará. Es muy profundo pero en una clase de manera muy conversacional". La canción fue coescrita y producida por Drew Money.
En una entrevista con ET, Minaj comentó respecto a la profundidad y el significado de la canción diciendo "la canción para mí es muy, muy personal. No he hablado acerca de una auténtica relación puesto que he salido [...] No todo el mundo es rico, no a todo el mundo le gusta la joyería, no a todo el mundo le gusta jugar a vestirse, pero todos han estado en una relación en algún momento de sus vidas así que cuando escuches una canción de relación, es de como reaccionar".

## Composición
Decorada con tonos Pop rap, «Right Thru Me» cuenta con ritmos electrónicos e influencias R&B. La principal melodía que acompañan con la progresión de acordes usa fragmentos de la canción de Joe Satriani «Always with Me, Always with You» de su álbum Surfing With the Alien lanzado en 1987. La canción fue descrita como un atasco ventoso que blando un balanceo de ritmos electrónicos, melodías de sintetizador, grandes sonidos pop y líneas de guitarra de fondo acompañado de un ritmo de triple metros. Líricamente, la canción describe a una persona la cual se pregunta en voz alta como un amante puede ver a través de ella.
La canción fue descrita como un rap de tiro-directo con un estilo de múltiple-acento de Minaj. Líricamente fue descrita como una balada al estilo Katy Perry, con Minaj cantando sobre un amor que está esta con ella en las malas y en la buenas. Paul cantor de MTV News hablo sobre la canción bajo sus letras e instrumentales diciendo que "la canción encuentra a Nicki hablando con un amor, admitiendo que se pone en las paredes y trata de ocultar detrás de un frente, pero a pesar de todo eso, sus sentimientos son realmente transparentes. No importa lo que ella hace, ella no puede dejar salir lo que ella siente. La pista es una programación de tambor de triple-tiempo, sintetizadores alegres y líneas de líder. Es un escenario perfecto para ella escupir [rapear]. La pista da a conocer a Nicki preguntando casi retóricamente".

## Comentarios de la crítica
Erika Brooks Adickman de Idolator le dio a la canción una crítica positiva diciendo que "la muñeca Harajuku Barbie revela un lado más vulnerable a ella en esta frontera melodía romántica, que es hasta que Nicki hace su coro repetitivo “How do you do that shit?”. Musicalmente «Right Thru Me» es una salida de su golpe de tambor «Massive Attak» aunque carece de alegría lírica de la firma de la rapera como en su canción «Your Love». Traten sus oídos con los más último de Nicki y juzguen ustedes mismos. Cada vez que escuchamos que Nicki canta “How do you do that shit?” nosotros no podemos dejar de pensar en la letra hilarante de Insane Clown Posse en «Miracles»". Chris Ryan de MTV News dio una crítica positiva a la canción aceptando el cambio de estilo [de Minaj] al afirmar "no se equivoquen, todos sus sencillos —como «Massive Attack», «Check It Out» y «Your Love»— tiene cualidades distintas, pero ninguno de ellos realmente ha capturado el carisma deslumbrante de Nicki de la manera de algunos de sus versos como artista invitada. Tal vez todo cambiará con «Right Thru Me»". Paul Cantor de MTV News comentó sobre el cambio de ritmo de Minaj diciendo que "una cosa que está notablemente ausente en la canción son las voces de carácter diferente las cuales son características de Nicki. En la portada de la edición de octubre de la revista Complex ella dice que las voces son algo que ella está manejando".

## Rendimiento comercial
«Right Thru Me» debutó en la posición 74 del Billboard Hot 100 con 96 mil copias vendidas en su primera semana. Semanas después el sencillo alcanzó la posición 26 como más alto puesto en el listado. Llegó hasta la posición 60 y 71 en Canadá y Reino Unido respectivamente. En 2011, fue certificado oro en Estados Unidos por la Recording Industry Association of America (RIAA) tras vender más de 500 mil copias en ese país.

## Vídeo musical
El vídeo musical del sencillo fue rodado el fin de semana del 1 de octubre de 2010 en Los Ángeles, California y dirigido por Diane Martel. Minaj comentó sobre el concepto del vídeo diciendo "es un drama de la relación de un chico y una chica, sabes, todo lo íntimo como lo combates así es el material, quiero que refleje eso". Un vídeo detrás de bambalinas fue lanzado el 4 de octubre de 2010. El vídeo musical fue lanzado para su descarga digital el 28 de octubre de 2010.

### Sinopsis
El vídeo musical se estrenó el 27 de octubre de 2010 en MTV. En el vídeo aparece el modelo y DJ Willy Monfret del Caribe francés (originario de Francia, él es hijo único de una madre francesa y padre de la isla Guadalupe del Caribe francés), interpreta la pareja de Minaj. Como inducción al vídeo de «Right Thru Me» aparecen Minaj y Monfret peleando y con conflictos de pareja después de regresar de un evento. Los dos discuten sobre si él "le falta el respeto a ella" mientras el amenaza con dejarla a ella y con frustración Minaj rompe un vaso de vidrio. Entonces Minaj se calma dirigiéndose a Monfret antes de que abandone la habitación y se disculpa por sus reacciones exageradas mientras el susurra a ella "tienes que confiar en mí, no hice nada". La siguiente escena comienza en una pantalla diciendo "Right Thru Me" siendo el comienzo de la canción oficialmente. Al comenzar se ve una escena en el cual Minaj y Monfret se ven en la cama tocándose sensualmente y en la playa caminando. Otra pelea se lleva a cabo cuando Minaj intenta evitar a Monfret ahuyentando la por negarse a abandonar el asiento del conductor de su coche. Entre las escenas se encuentran fotogramas de Nicki detrás de una ventana de cuerpo entero cubierto a vapor donde la escena se ve principalmente en el coro. Con siguiente al vídeo se muestran a Minaj y Monfret en una piscina el sosteniéndola en sus brazos. La escena termina con un cuadro de Minaj en la ventana de vapor cantando el coro final de la canción.

### Recepción
El día de su estreno, Rap-Up dio una crítica positiva al vídeo afirmando "la Barbie del hip-hop, que comercia con sus pelucas de colores para un look más natural, muestra sus vocales actuar mientras ella discute con su hombre". James Montgomery de MTV News revisó el vídeo durante un detrás de escenas diciendo "Si, desde su vasta colección de pelucas neón a su armario lleno de trajes ceñidos, Nicki es raramente y siempre sutil. Pero en su próximo vídeo «Right Thru Me» todo esto ha cambiado. Los trajes de Kool-Aid y Harajuku Barbie son del pasado, sustituidos en su lugar por un lado de la Rapera que sus fan nunca habían visto antes: una más suave y sensible".
Igualmente Hillary Crosley de MTV News también comentó sobre el cambio de ritmo de Minaj en el vídeo diciendo "usted puede tomar a la chica de Queens, pero no puede tomar a la Reina de las chicas. Nicki Minaj estrenó su vídeo despojado para «Right Thru Me» en MTV el miércoles (27 de octubre), y es una salida de lo bullicioso. En lugar de pelo rubio y trajes futuristas, Nicki aparece caminando por la avenida de Jamaica en la ciudad natal de 50 Cent". Un escritor de Idolator dio a la canción una crítica positiva diciendo "¿Nuestra cosa favorita sobre Nicki Minaj? ¿Es la moda caleidoscópica? ¿Su obsesión con los juegos (refiriéndose a sus técnicas de rap)? ¿Sus plano asombrosas habilidades o en el micro? Mientras Nicki nos ha bendecido con muchas cosas, quizás nuestra cosa favorita de ella es que sigue sorprendiéndonos. Testimonio: Apenas dos días después riendo hasta en un clip de dibujos animados con will.i.am, regresa con lo que tiene que ser, su interpretación más pesada que nunca. verla en un raro momento de vulnerabilidad con la interpretación de una mujer irrespetada en la recién estrenada 'frontera romántica'".
Ed Easton Jr. de 92.3 Now dio a la canción una crítica muy positiva también complementando a Minaj en su cambio de ritmo diciendo: "el flujo de la canción coincide perfectamente con el vídeo, aunque Nicki no estaba en un modo “Barbied-Up” ella todavía posee ese resplandor que le hemos visto crecer y amamos. El vídeo no puede llenarse con su firma al azar ya sea Japonés, Coreano o cualquier otra cultura referente a efectos especiales pero aún más interesante es verlo y definitivamente mantuvo mi atención. En el vídeo fue un soplo de aire fresco para Minaj, llevando su imagen un poco más a la tierra para todos sus seguidores por lo que se merece un 9/10."

### Continuación
El 19 de diciembre de 2014 Nicki Minaj lanzó The Pinkprint Movie, un largometraje de 16 minutos conformado por tres partes con las canciones «All Things Go» (como inducción), «The Crying Game», «I Lied» y «Grand Piano». Fue lanzado para promocionar el tercer álbum de estudio de la rapera, The Pinkprint, del mismo también participó el modelo francés James Montgomery mostrando una cierta 'continuación' de la complicada relación el cual ambos vivían en el vídeo de «Right Thru Me».

## Interpretaciones en directo
El día 17 de noviembre, Nicki interpretó «Right Thru Me» en el The Wendy Williams Show. Al siguiente día, el 18 de noviembre interpretó el sencillo en Late Show with David Letterman. Minaj después interpretó la canción durante su visita a Live with Regis and Kelly el 29 de noviembre de 2010 y en Saturday Night Live el 11 de enero de 2011. Además de pequeñas presentaciones como publicidad, «Right Thru Me» fue incluido en la lista de canciones que sería interpretadas en la gira Pink Friday: Reloaded Tour y The Pinkprint Tour.

## Lista de canciones
- Descarga Digital — Versión explícita

| N.º | Título          | Duración |  |
| 1.  | «Right Thru Me» | 3:56     |  |

- Descarga Digital — Versión censurada

| N.º | Título          | Duración |  |
| 1.  | «Right Thru Me» | 3:58     |  |

## Posicionamiento en listas

### Semanales
| País           | Lista                     | Mejor posición |         |
| 2010–11        | 2010–11                   | 2010–11        | 2010–11 |
| -------------- | ------------------------- | -------------- | ------- |
| Australia      | ARIA Urban Singles Chars  | 9              |         |
| Canadá         | Canadian Hot 100          | 60             |         |
| Canadá         | Canadian Digital Songs    | 63             |         |
| Europa         | European Hot 100          | 7              |         |
| Europa         | World RnB Top 30 Singles  | 1              |         |
| Estados Unidos | Digital Songs             | 34             |         |
| Estados Unidos | Billboard Hot 100         | 26             |         |
| Estados Unidos | Pop Songs                 | 32             |         |
| Estados Unidos | MySpace Songs             | 6              |         |
| Estados Unidos | R&B/Hip-Hop Airplay       | 7              |         |
| Estados Unidos | R&B/Hip-Hop Digital Songs | 9              |         |
| Estados Unidos | Hot R&B/Hip-Hop Songs     | 4              |         |
| Estados Unidos | Radio Songs               | 19             |         |
| Estados Unidos | Hot Rap Songs             | 3              |         |
| Estados Unidos | Rhythmic Songs            | 7              |         |
| Filipinas      | Myx International Top 20  | 8              |         |
| Reino Unido    | UK Singles Chart          | 71             |         |
| Reino Unido    | UK R&B Singles Chart      | 11             |         |

## Ventas y certificaciones
| País                                                       | Organismo certificador | Certificación | Ventas    | Ref.   |
| ---------------------------------------------------------- | ---------------------- | ------------- | --------- | ------ |
| Estados Unidos                                             | RIAA                   | Platino       | 1,000 000 | [ 34 ] |
| (*) significa que la certificación puede incluir streaming |                        |               |           |        |

## Premios y nominaciones
| Año  | Premiación                | Categoría                                | Resultado |
| ---- | ------------------------- | ---------------------------------------- | --------- |
| 2010 | Music Choice Awards       | Vídeo en demanda                         | Ganador   |
| 2011 | BDB Certified Spin Awards | BDB Certified Spin Awards (50.000 Spins) | Ganador   |

## Créditos y personal
| - Onika Maraj – Intérprete, compositor (a) - Victor Alexander – Compositor - Joe Satriani – Compositor - Andrew Thielk – Compositor | - Drew Money – Productor - Ariel Chobaz – Grabador, mezclador |

## Historial de lanzamiento
| País           | Fecha                    | Formato (s)            |
| -------------- | ------------------------ | ---------------------- |
| Estados Unidos | 24 de septiembre de 2010 | descarga digital       |
| Estados Unidos | 5 de octubre de 2010     | Radio Urban & Rhythmic |
| Estados Unidos | 2 de noviembre de 2010   | Mainstream             |
| Reino Unido    | 28 de noviembre de 2010  | descarga digital       |